# Catumiri
Catumiri is een geslacht van spinnen uit de familie vogelspinnen (Theraphosidae).

## Soorten
De volgende soorten zijn bij het geslacht ingedeeld:
- Catumiri argentinense (Mello-Leitão, 1941)
- Catumiri chicaoi Guadanucci, 2004
- Catumiri parvum (Keyserling, 1878)
- Catumiri petropolium Guadanucci, 2004